# カーラヌカン
『カーラヌカン』は、2018年3月10日に公開された日本映画。配給は株式会社KATSU-do。主演はGACKT、木村涼香。上演時間1時間30分。

## 概要
沖縄・八重山地方の自然を背景に美しく逞しい一組の男女が愛と向き合う姿を描写する、恋愛ファンタジー映画。
沖縄の芸術文化が映画の全編を通して随所に登場しており、タイトルの「カーラヌカン」は八重山の言葉で「川の神」を意味する（「カーラ」＝「川」、「ヌ」＝「の」、「カン」＝「神」）。
原作・監督は映画「さかなかみ/SAKANAKAMI」、「TETON 山の声」の浜野安宏。本作中には金城功役としても登場する。監督の浜野安宏は「愛は与えられたり、もらったりするものではなく、自分自身が愛そのものになること。命懸けで愛せるか、を映画は問い掛けている」とインタビューで語っている。
主人公の写真家・大山光（おおやま・ひかる）役に沖縄出身のミュージシャン・俳優GACKT。
石垣真海（いしがき・まうみ）役を演じる主演女優はオーディションで選出された木村涼香。
2017年4月23日に「島ぜんぶでおーきな祭 第9回沖縄国際映画祭」で本作が特別招待作品としてミハマ7プレックスで上映され、監督の浜野安宏や出演俳優のGACKT、木村涼香、木村祐一が登壇した。
原作小説「愛になれ」は、映画公開日と同日の2018年3月10日にMUJI BOOKSより発売となった。

## 物語（前半）
国際的に活躍するカメラマン・大山光は生活に空虚さを感じるようになり、東京から逃れるように沖縄へ訪れていた。
八重山地方を観光ガイドの青年・勇一に案内され歩いていた光は、不思議な歌声を耳にするようになる。陶芸家・大嶺善祥の工房を訪れ、民宿に泊まった晩、聴こえてくる歌声に導かれるまま宿を出て山を歩き回った。日の光が差す森の中を蝶が舞っている。浜辺へ足を運んだ光は織物の布を拾う。浅瀬から美しい姿態の少女が現れるのを目にして魅了されるが、すぐにその少女は目の前から消えてしまう。
光は浜辺で拾った布を手がかりに勇一に心当たりを尋ね、石垣紗久子という作家の作品と教えられる。光は早速紗久子の家を訪ねるが、紗久子本人に持ち主を知らないと言われたため家を後にした。紗久子は娘の真海に、男性が真海の布を持ってきたことを告げる。
光は勇一と港を歩いていた所をリョウに呼び止められ、村中みんながやってくる「ニライカナイ海の火祭り」がその晩に行われることを知って祭りを見に行くことにする。光は祭りの踊り子の中に浅瀬で見た少女を見つける。少女とは真海のことで、必死の形相でシャッターを切る光に気づいた真海はステージを降りて後にしてしまう。走り去る真海を捕まえ、光は自身がフォトグラファーであり真海のような少女を探していたことを伝えるが、真海に逃げられてしまう。
写真に収めた少女の姿を勇一に尋ねた光は、少女が真海と知る。それと同時に、勇一はノロ（司祭）の家系である真海をそっとしておくように光に注意する。真海の父であり紗久子の夫であった男性は、出稼ぎ先の東京で別の女性と生活するようになっており、真海は父親の帰りを待ち続けていた。
真海が紗久子の機織機に座った夜、歌声を耳にする。光は民宿の部屋で同じ歌声を耳にし、導かれた２人はそれぞれ外に出て浜辺で出会う。２人は歌声がノロの先祖のもので、川の如来であるカーラヌカンを歌っていることを確認し合う。
光は真海を説得して真海の機を織る姿を撮り始めたが、飛行機の音を耳にした真海がパニック障害を起こしてしまう。
カフェ・レストランを訪ねた２人は、コーヒー農園のオーナーは東京から、店長のユキエもフィリピンから別の生き方を求めて移ってきた「移住組」であることを耳にする。真海は初めて作った織物を光にプレゼントする。
光は１人で居る時にリョウに呼び止められ、真海が光に父親の姿を重ねていることから、光が東京に帰ると真海が再度父親に捨てられた気分になってしまい悲しくさせる結果になると忠告される。
滝で真海を撮影していた光は、突如としてまばゆい光に目が眩み、その後真海の姿は見えなくなっていた。光は真海を探し回るが、紗久子はノロの所に行っているだけと意に介さず、警察も動かない。光は善祥の工房で待つことについて教わる。浜辺で目覚めた真海はノロに出会っていた。
東京に戻った光は、仕事で交際相手の青木洋子を撮影するが身が入らないままだった。広告制作会社社長・遠藤に懇願されて取引先とのパーティーに出向いた光は、貿易商のアントニオと挨拶を交わして退出する。
真海は陸紅と機織りに勤しんでいる。ユキエのカフェレストランを訪れた真海は、同じクリエーターとして光に引け目を感じないように励まされる。
光は自宅を訪れた洋子に帰るように告げる。遠藤に電話で連絡した後、光は沖縄へ発った。

## キャスト
- 大山光（GACKT）
- 石垣真海（木村涼香）
- 金城勇一（陣内将）
- 上島リョウ（風間晋之介）
- 石垣紗久子（秋吉久美子）
- 金城浪江（我如古より子）
- 金城功（浜野安宏）
- 陸紅（陳超）
- ユキエ（雪絵）（マリーン）
- 宮城美子（加藤登紀子）
- 宮城常彦（油井昌由樹）
- 祭りの歌手 （平良こずえ）
- 青木洋子（一双麻希）
- アントニオ・レォーネ（Thierry Cohen）
- 遠藤秀明（木村祐一）
- 部下の青年（君沢ユウキ）
- 部下の青年（井下昌城）

## スタッフ
- 製作総指揮：浜野安宏
- エグゼクティブプロデューサー：片岡秀介
- チーフプロデューサー：古賀俊輔
- プロデューサー：佐藤正晃、井出裕一
- アソシエイトプロデューサー：鈴木照雄、宜寿次幸恵
- ラインプロデューサー：大原盛雄
- 協力プロデューサー：新野安行
- 監督：浜野安宏
- 助監督：加藤文明
- 監督補：岸本司
- 琉球文化監修：喜屋武幸雄
- 舞踊指導：宮里加代子
- ノロ所作指導：宮城葉子
- 東京撮影指導：加納典明
- 原案：浜野安宏
- 脚本：岩下悠子、杉山嘉一
- 音楽プロデューサー：奥田英人
- 音楽：松元啓祐
- 録音技師：横澤匡広
- 編集：野本稔
- 撮影：大城学、亀村佳宏
- 照明技師：兼城明盛
- 写真家演技指導(東京)：加納典明
- 写真家演技指導(沖縄)：仲程長治
- 装飾：中村三五
- 衣装：村島恵子、三上由希子
- スタイリスト：中村のん
- ヘア監修：茂木正行
- ヘアメイク：高橋亮
- VFXスーパーバイザー：安田智也
- 制作プロダクション：株式会社ザフール、株式会社シュガートレイン
- 制作：株式会社KATSU-do
- 製作：吉本興業株式会社、一般財団法人ビーチ＆フィールド保護協会、株式会社浜野総合研究所
- 配給：株式会社KATSU-do
- 制作支援：沖縄県
- 撮影協力：OCVB　一般社団法人沖縄観光コンベンションビューロー